# Condé-sur-Ifs
Condé-sur-Ifs és un municipi francès situat al departament de Calvados i a la regió de Normandia. L'any 2007 tenia 399 habitants.

## Demografia

### Població
El 2007 la població de fet de Condé-sur-Ifs era de 399 persones. Hi havia 144 famílies de les quals 28 eren unipersonals (4 homes vivint sols i 24 dones vivint soles), 48 parelles sense fills, 64 parelles amb fills i 4 famílies monoparentals amb fills.
La població ha evolucionat segons el següent gràfic:
Habitants censats

### Habitatges
El 2007 hi havia 168 habitatges, 145 eren l'habitatge principal de la família, 7 eren segones residències i 16 estaven desocupats. 166 eren cases i 2 eren apartaments. Dels 145 habitatges principals, 134 estaven ocupats pels seus propietaris, 9 estaven llogats i ocupats pels llogaters i 2 estaven cedits a títol gratuït; 4 tenien dues cambres, 13 en tenien tres, 35 en tenien quatre i 93 en tenien cinc o més. 109 habitatges disposaven pel capbaix d'una plaça de pàrquing. A 43 habitatges hi havia un automòbil i a 91 n'hi havia dos o més.

### Piràmide de població
La piràmide de població per edats i sexe el 2009 era:
| Homes | Edats   | Dones |
| ----- | ------- | ----- |
| 0     | 95 o +  | 0     |
| 0     | 90 a 94 | 0     |
| 4     | 85 a 89 | 0     |
| 0     | 80 a 84 | 0     |
| 4     | 75 a 79 | 4     |
| 4     | 70 a 74 | 20    |
| 12    | 65 a 69 | 8     |
| 4     | 60 a 64 | 4     |
| 8     | 55 a 59 | 8     |
| 4     | 50 a 54 | 4     |
| 16    | 45 a 49 | 16    |
| 8     | 40 a 44 | 12    |
| 28    | 35 a 39 | 20    |
| 16    | 30 a 34 | 12    |
| 8     | 25 a 29 | 8     |
| 0     | 20 a 24 | 0     |
| 12    | 15 a 19 | 28    |
| 12    | 10 a 14 | 8     |
| 24    | 5 a 9   | 24    |
| 28    | 0 a 4   | 20    |

## Economia
El 2007 la població en edat de treballar era de 253 persones, 190 eren actives i 63 eren inactives. De les 190 persones actives 175 estaven ocupades (100 homes i 75 dones) i 15 estaven aturades (7 homes i 8 dones). De les 63 persones inactives 22 estaven jubilades, 23 estaven estudiant i 18 estaven classificades com a «altres inactius».

### Ingressos
El 2009 a Condé-sur-Ifs hi havia 156 unitats fiscals que integraven 445 persones, la mediana anual d'ingressos fiscals per persona era de 17.008 €.

### Activitats econòmiques
Dels 12 establiments que hi havia el 2007, 1 era d'una empresa alimentària, 1 d'una empresa de fabricació d'altres productes industrials, 7 d'empreses de construcció, 2 d'empreses de comerç i reparació d'automòbils i 1 d'una empresa classificada com a «altres activitats de serveis».
Dels 7 establiments de servei als particulars que hi havia el 2009, 1 era un taller de reparació d'automòbils i de material agrícola, 1 paleta, 1 fusteria, 3 lampisteries i 1 perruqueria.
L'any 2000 a Condé-sur-Ifs hi havia 9 explotacions agrícoles que ocupaven un total de 550 hectàrees.

## Poblacions més properes
El següent diagrama mostra les poblacions més properes.